# 917型三體救生船
917型救生船（英語：Type 917 rescue ship）是中國人民解放軍海軍（PLAN）研製的三體結構救生與打撈船。該型船是中國海軍首艘採用三體船體設計的艦艇，因其大型三體結構被北約命名為「大三級」（英語：Dasan class，中文意為「大型三體船」）。

## 設計與特點
917型救生船由哈爾濱工程大學多體船技術國防重點學科實驗室設計，採用三體船體結構，具備良好的穩定性和高速性能，特別適合在惡劣海況下執行救援任務。其寬敞的甲板空間可搭載如直-9等中型直升機，提升了救援和打撈能力。
艦上配備兩艘新型救生艇，分別安置於左右舷的吊艇架上，並裝備一門H/PJ14型30毫米單管機炮，由光電感測器控制，用於自衛和執行任務時的安全保障。

## 命名與編號
917型救生船的艦名由兩個漢字和三位數字組成。第二個漢字為「救」，表示其救生船的性質；第一個漢字則代表所屬艦隊：「東」表示東海艦隊、「北」表示北海艦隊、「南」表示南海艦隊。例如，「北救143」即表示該艦隸屬於北海艦隊。

## 現役艦艇
| 艦名    | 艦號 | 服役年份 | 所屬艦隊 | 狀態 |
| ------- | ---- | -------- | -------- | ---- |
| 北救143 | 917  | 2012年   | 北海艦隊 | 現役 |
| 東救335 | 917  | 未知     | 東海艦隊 | 現役 |
| 南救511 | 917  | 未知     | 南海艦隊 | 現役 |